# モハンマド・シャハブッディン
モハンマド・シャハブッディン（ベンガル語: মোহাম্মদ সাহাবুদ্দিন, ラテン文字転写: Mohammed Shahabuddin、1949年12月10日 - ）は、バングラデシュの政治家。第17代同国大統領。かつては汚職防止委員会委員を5年間務めていた。

## 経歴
東ベンガル州パブナ地区サダル郡シヴランプールで生まれた。1972年にパブナのエドワード大学で学士号を取得。その後、 1974 年にラジシャヒ大学で心理学の修士号を取得し、1975年にシャヒード・アミヌディン法律大学で法学士号を取得。
1970年代にはアワミ連盟学生部門の指導者として、バングラデシュ独立戦争でデモ活動を牽引した。1975年にムジブル・ラフマンが暗殺されると3年間、国軍によって投獄された。1982年、シャハブディンはバングラデシュ公務員(BCS)の司法幹部の判事補として加わる。シャハブッディンは1995年と1996年に司法協会の書記長に選出された。
シャハブディンは法務省から、シェイク・ムジブル・ラフマン暗殺犯を訴追する裁判の調整役に任命された他に2022年にはアワミ連盟全国評議会で選挙管理委員を務めた。2023年2月12日、彼は大統領選挙の選挙管理委員長および大統領選挙管理官に大統領選挙の申請書を提出し、唯一の候補者となった。シャハブディンは2023年4月24日に大統領官邸で行われた式典で第22代バングラデシュ大統領に宣誓した。
2024年8月5日にシェイク・ハシナ首相が反政府デモ（2024年バングラデシュクオータ制度改革運動）の激化を受け辞任し、インドに向け脱出。これを受けシャハブッディンはワケル＝ウズ＝ザマン陸軍参謀長や主要野党の指導者を交えた会議を行い、5日夜の国民向け演説では暫定政権の発足と選挙を実施する方針を発表し、そのために国会を解散した。またハシナ前政権下で軟禁されていたカレダ・ジア元首相や、反政府デモで身柄を拘束されたすべての参加者を釈放するよう命じた。